# Taravellou
Le Taravellou est un ruisseau français, affluent de rive droite du Cern (ou  Douime) et sous-affluent de la Vézère, qui coule dans l'est du département de la Dordogne.

## Géographie

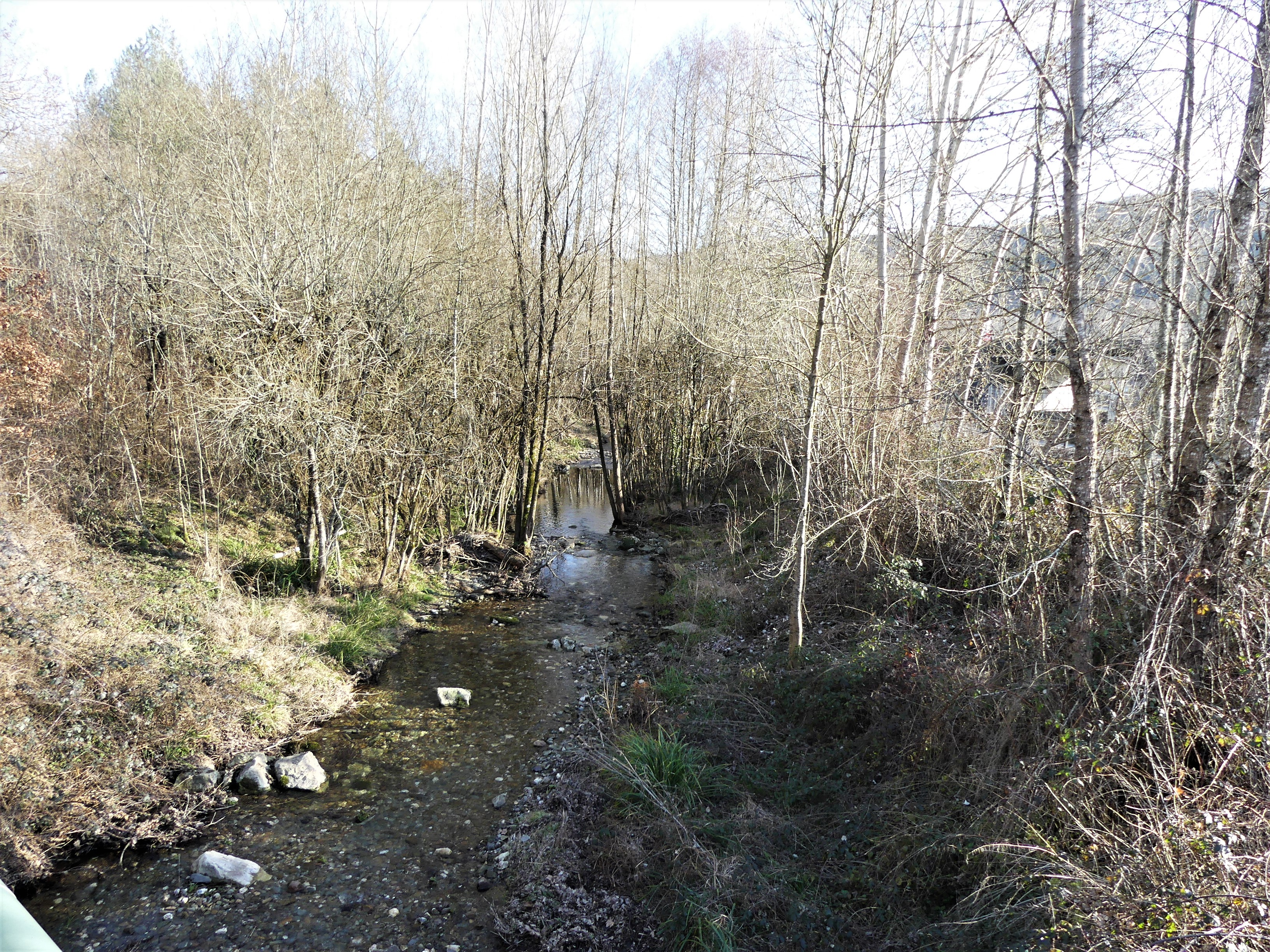
Le Taravellou à La Bachellerie, 400 mètres en amont de sa confluence avec le Cern.

Le Taravellou prend sa source vers 256 mètres d'altitude, à moins de 400 mètres à l'est du lieu-dit la Cipière, au sud-ouest de la commune de Badefols-d'Ans et s'écoule vers le sud.
Sur plus d'un kilomètre, il marque la limite entre Badefols-d'Ans et les communes de Nailhac puis Châtres. Il est franchi par la route départementale 62E3 et s'engage alors dans une zone boisée et encaissée longue d'environ six kilomètres, passant à l'ouest du bourg de Châtres. Plus au sud, il sert à nouveau de limite sur plus de trois kilomètres entre les trois communes de Châtres, Peyrignac et La Bachellerie à l'est, et Saint-Rabier à l'ouest.
Au sortir de la zone encaissée, il passe successivement sous l'autoroute A89 puis la route départementale 6089, et se jette dans le Cern en rive gauche, à 104 mètres d'altitude, sur la commune de La Bachellerie.
Sa longueur est de 10,5 kilomètres.

### Affluents
Le Sandre répertorie cinq courts affluents au Taravellou. Les deux principaux sont le ruisseau de la Chapelle, long de 3,5 km en rive droite, et le ruisseau la Forêt (2,1 km) en rive gauche.
Le ruisseau de la Chapelle et le ruisseau la Forêt ayant chacun un affluent répertorié, le rang de Strahler du Taravellou s'élève à trois.

## Communes traversées
À l'intérieur du département de la Dordogne, le Taravellou arrose six communes, soit d'amont vers l'aval : Badefols-d'Ans (source), Nailhac, Châtres, Saint-Rabier, Peyrignac et La Bachellerie (confluence avec le Cern).

## Galerie de photos

Le Taravellou en limite de Châtres et Saint-Rabier, au nord du lieu-dit Bord.
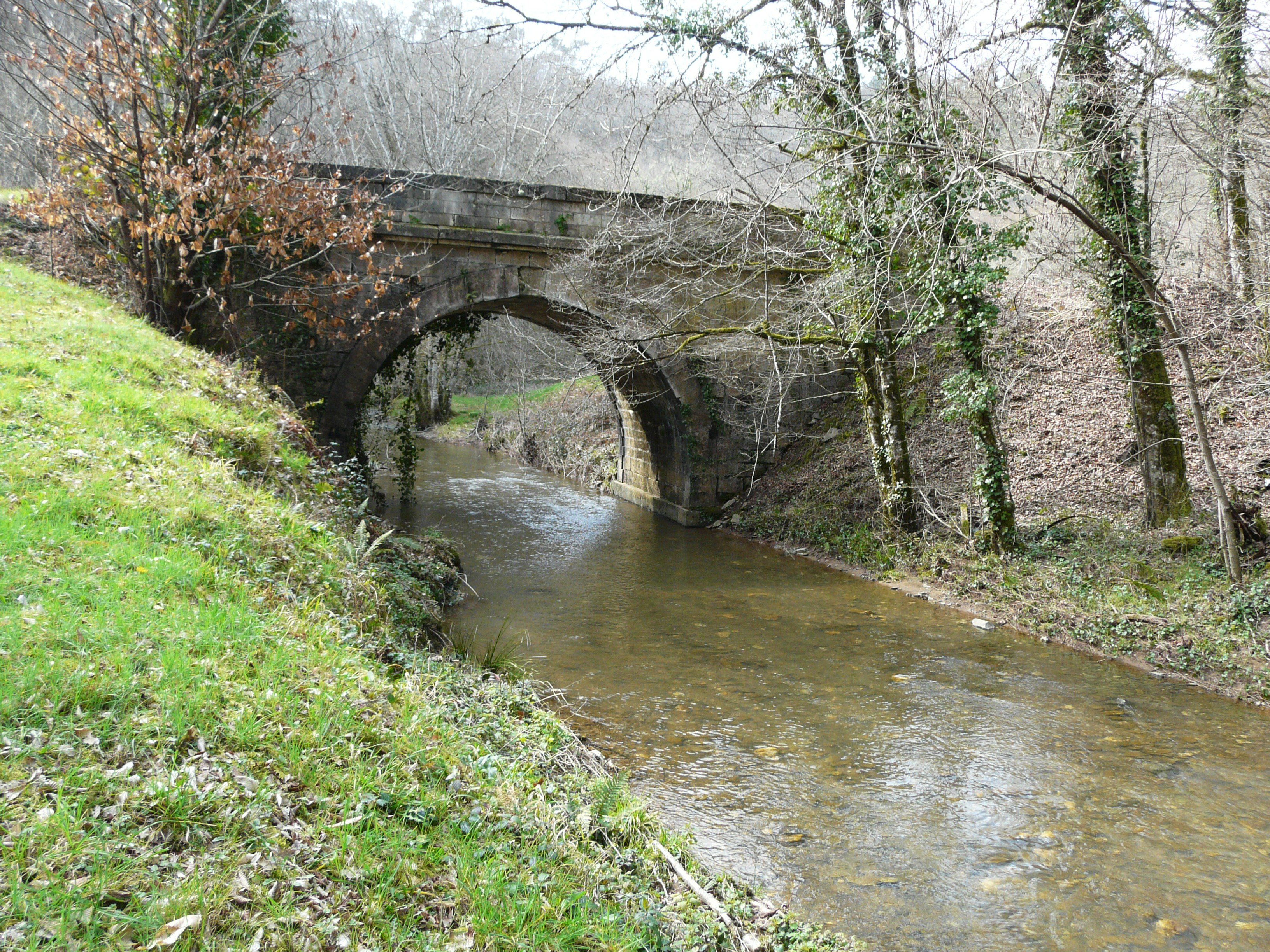
Le pont.
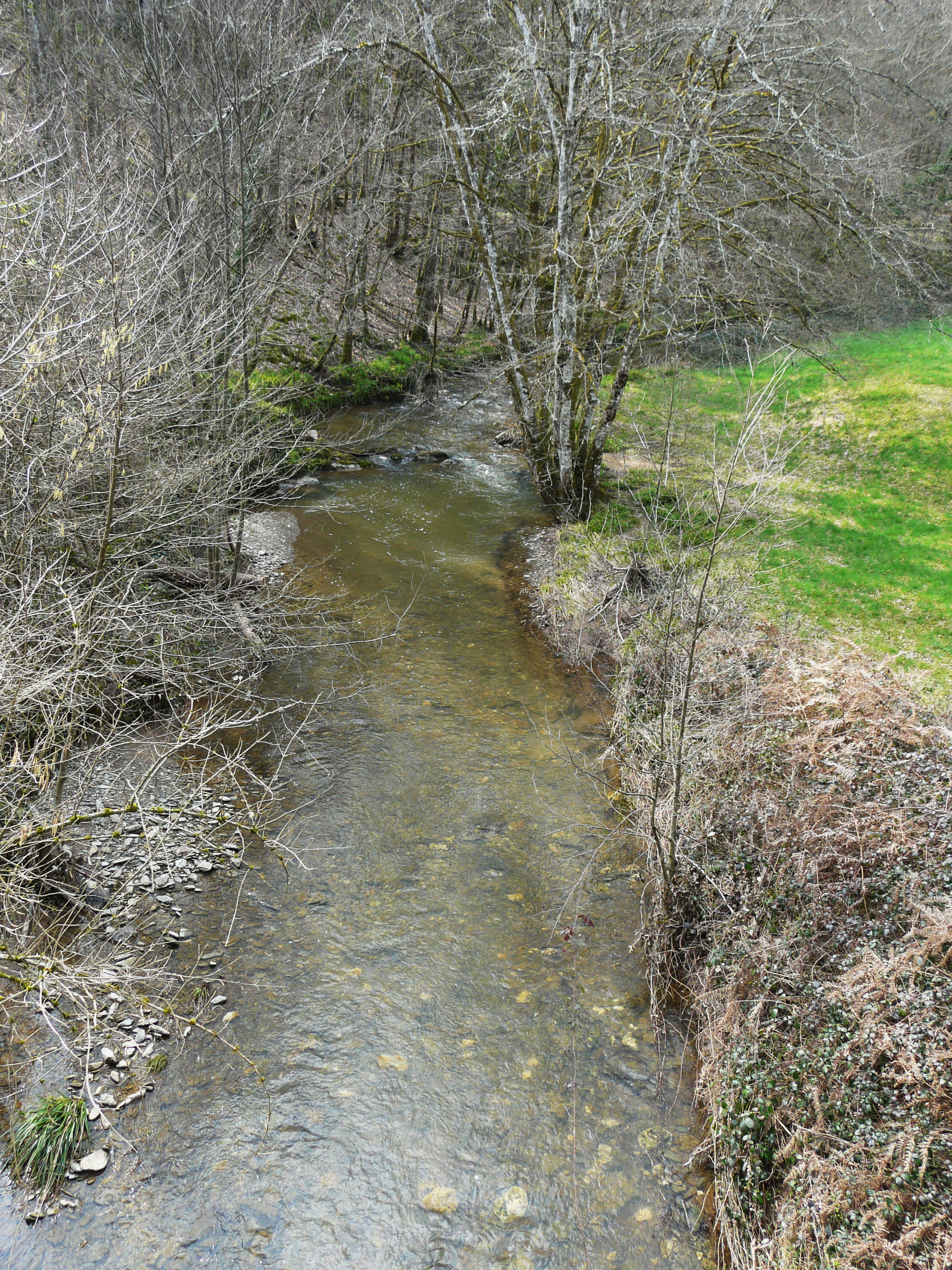
En amont du pont.
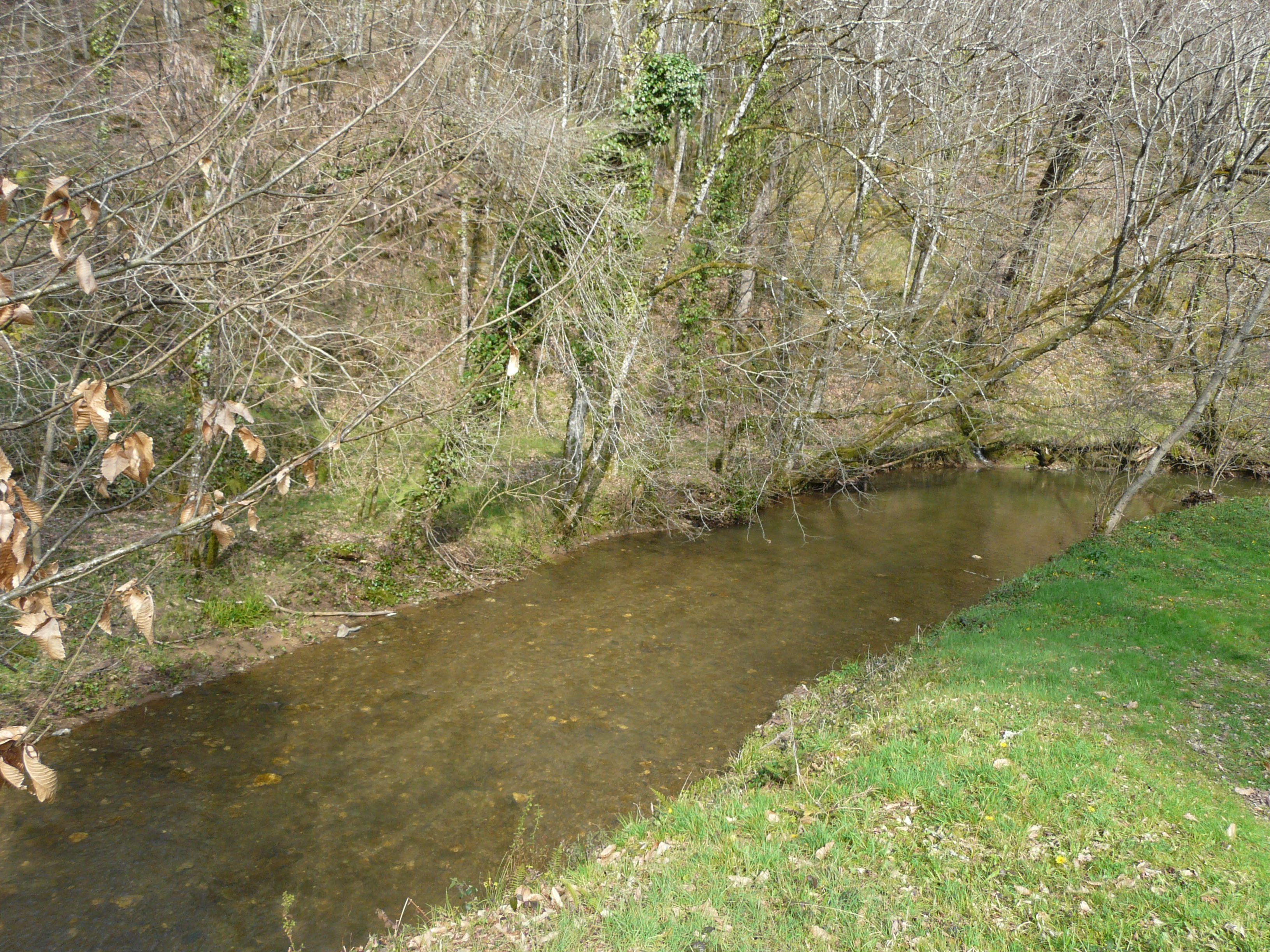
En aval du pont.
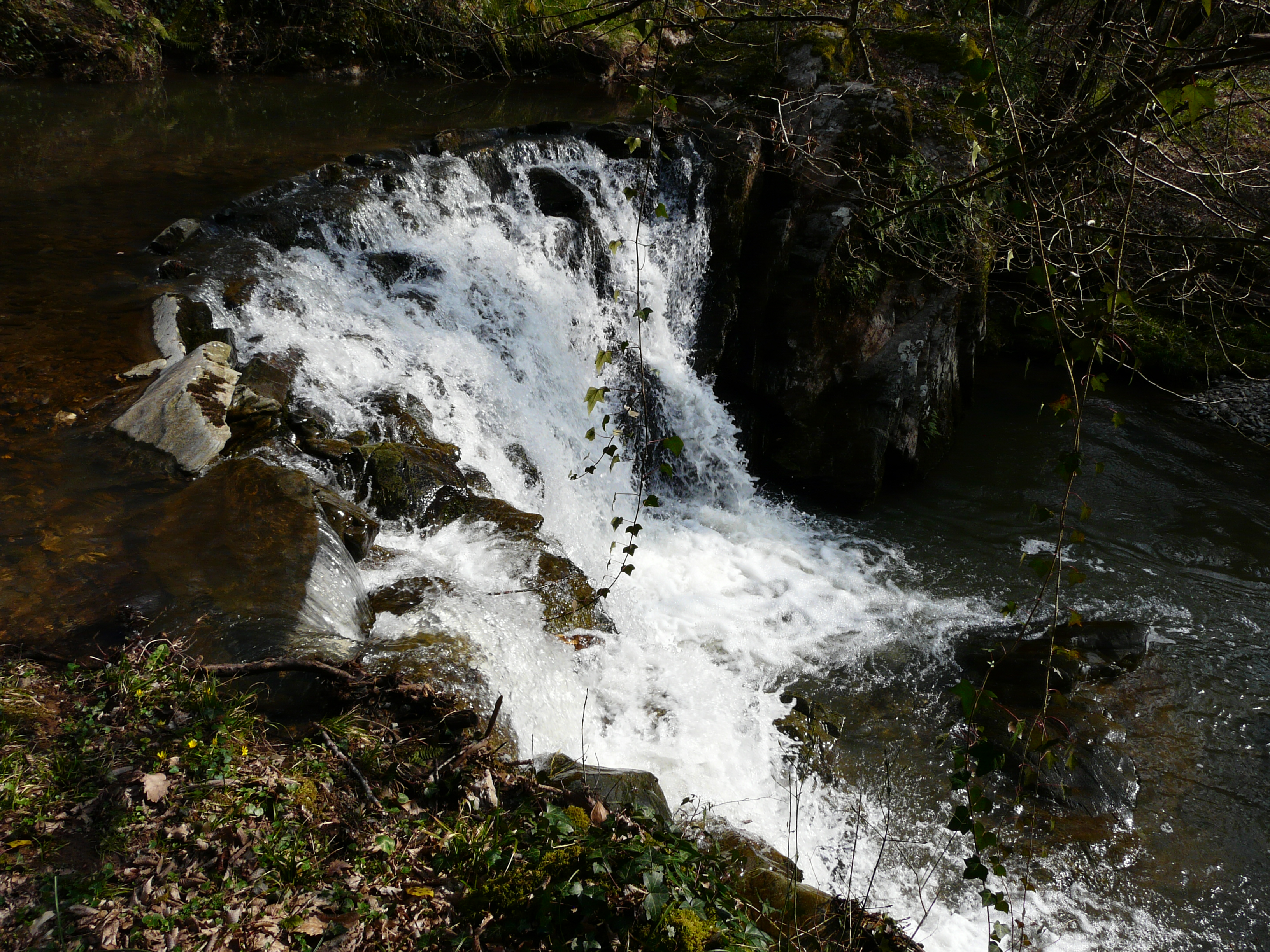
La cascade.